# Leopold Suqué
Leopold Suqué Nolla (Reus, 1837 - 1 de juny de 1907) va ser un empresari i fabricant de teixits català, pare del diplomàtic i escriptor Antoni Suqué.
La «Fábrica Leopoldo Suqué», era una de les empreses de teixits més importants de la ciutat, amb una plantilla de 350 treballadors. Leopold Suqué, un hàbil empresari la va fundar cap al 1860 i va prosperar ràpidament. Tenia també importants propietats rurals a les vores de Reus i a pobles veïns, on disposava de telers que feien funcionar famílies particulars, amb els quals s'estalviava una part dels salaris que havia de pagar als obrers de Reus, agrupats en associacions que reivindicaven sous acordats. Va ser un dels promotors de la societat recreativa El Círcol, en va ser membre de la junta diverses vegades i president de l'entitat el 1882. Va intervenir en la urbanització de la Plaça de Prim, a l'espai lliure que havia deixat l'antic convent de monges carmelites, on hi va edificar la casa Leopoldo Suqué, a partir d'un acord amb Antoni Beringola, ric comerciant, i la societat el Círcol, per a unificar la part nord de la Plaça de Prim en un conjunt arquitectònic harmònic. Antoni Beringola va projectar la Casa Beringola, i al centre de l'espai es va construir el Teatre Fortuny i la seu de la societat El Círcol. Tant Leopold Suqué com Antoni Beringola van ser impulsors del Teatre Fortuny, intervenint en totes les reunions ciutadanes, la primera convocada el 1879 i presidida per l'alcalde de Reus Antoni Pascual Vallverdú. Leopold Suqué va ser president del Círcol en un moment que aquesta entitat va patir una crisi interna, quan el 1880 el president Antoni Soler i Clariana va presentar la dimissió. Eduard Escriu va ser elegit president el 1881, però també va dimitir en el moment de prendre possessió. Elegit Frederic Vila, un fill de Macià Vila, fundador de l'entitat, va dimitir també el mateix mes. Pel mes de maig s'anomena president Ramon Huguet, i a Sebastià Torroja per secretari, que als quatre dies dimiteixen. Llavors el vicepresident, Salvador Casanovas, va agafar la presidència fins al 1882, quan va ser elegit Leopold Suqué. Un dels motius de les dimissions era la dificultat econòmica per la que passava l'entitat, a més de picabaralles polítiques entre socis de diferents ideologies. Suqué va ajudar financerament l'entitat i va posar fi a la crisi. Leopold Suqué, l'any 1884, quan tenia accions i era un dels directius de La Industrial Harinera, va demanar una llicència d'obres per a construir, al costat de la fàbrica de farina un edifici per a les oficines de l'empresa, al carrer del Molí núm. 17.
La Casa Leopoldo Suqué va obtenir el permís d'obra l'any 1879, i s'edificà a la cantonada amb el carrer de Llovera que llavors es deia de Sant Pere d'Alcàntara.